# Stanislav Kropilák
Stanislav Kropilák (ur. 10 czerwca 1955 w Kremnicy, zm. 14 października 2022 w Bratysławie) – słowacki i czechosłowacki koszykarz, występujący na pozycji środkowego, działacz koszykarski, polityk.
W 2000 roku został wybrany najlepszym koszykarzem stulecia na Słowacji.
W latach 2002–2006 był członkiem Rady Narodowej Republiki Słowackiej.
Od 1996 do 2000 pełnił funkcję generalnego menedżera w klubie AŠK Inter Slovnaft Bratysława, w 2000 roku został prezydentem tego klubu i piastował to stanowisko do śmierci.

## Osiągnięcia

### Drużynowe
- 5-krotny mistrz Czechosłowacji (1979, 1980, 1983, 1984, 1985)[1]
- dwukrotny wicemistrz Czechosłowacji (1981, 1982)
- Brązowy medalista mistrzostw Czechosłowacji (1977)
- 4. miejsce podczas mistrzostw Czechosłowacji (1976, 1978)
- Uczestnik rozgrywek Pucharu Koracia (1988)[5]

### Indywidualne
- 5-krotny MVP ligi czechosłowackiej (1979, 1980, 1982, 1983, 1985)[1]
- 10-krotnie Najlepszy Koszykarz Słowacji (1975–1984)[1]
- 10-krotnie wybierany do I składu ligi czechosłowackiej (1976–1985)
- Wybrany do FIBA’s 50 Greatest Players[1]
- czterokrotny uczestnik FIBA All-Star Games (2 × 1981, 1982, 1987)

### Reprezentacja
Drużynowe
- Wicemistrz Europy (1985)[3]
- dwukrotny brązowy medalista mistrzostw Europy (1977, 1981)[3]
- Uczestnik:
  - mistrzostw:
    - świata (1978 – 9. miejsce, 1982 – 10. miejsce)[4]
    - Europy (1975 – 6. miejsce, 1977, 1979 – 4. miejsce, 1981, 1983 – 10. miejsce, 1985, 1987 – 8. miejsce)[3]
    - Europy U–18 (1974 – 9. miejsce)

  - igrzysk olimpijskich (1976 – 6. miejsce, 1980 – 9. miejsce)[1]

Indywidualne
- Zaliczony do składu I składu mistrzostw Europy (1983)
- Lider igrzysk olimpijskich w zbiórkach (1980)